# Brezovac (Belovár)
Brezovac falu Horvátországban Belovár-Bilogora megyében. Közigazgatásilag Belovár községhez tartozik.

## Fekvése
Belovár központjától légvonalban 3, közúton 4 km-re délre, a megyeszékhely közvetlen szomszédságában, a Belovačka-patak partján fekszik.

## Története
A falu a török uralom után keletkezett, amikor a 17. századtól a kihalt területre folyamatosan telepítették be a keresztény lakosságot. A település először 1610-ben „Bresowlany” néven 9 pravoszláv vlach portával tűnik fel a korabeli összeírásban. 1774-ben az első katonai felmérés térképén a falu „Brezovacz” néven szerepel. A település katonai közigazgatás idején a kőrösi ezredhez tartozott. Lipszky János 1808-ban Budán kiadott repertóriumában „Brezovecz” néven szerepel.  
Nagy Lajos 1829-ben kiadott művében „Brezovecz” néven 22 házzal és 115 ortodox vallású lakossal találjuk.
A katonai közigazgatás megszüntetése után Magyar Királyságon belül Horvátország részeként, Belovár-Kőrös vármegye Belovári járásának része volt. 1857-ben 214, 1910-ben 429 lakosa volt. Az 1910-es népszámlálás szerint lakosságának 31%-a szerb, 22%-a német, 14%-a cseh, 14%-a horvát, 10%-a magyar anyanyelvű volt. 1918-ban az új szerb-horvát-szlovén állam, majd később Jugoszlávia része lett. 1941 és 1945 között a németbarát Független Horvát Államhoz, majd a háború után a szocialista Jugoszláviához tartozott. Lakossága a megyeszékhely szomszédsága miatt dinamikusan növekedett. 1991-től a független Horvátország része. 1991-ben lakosságának 85%-a horvát, 6%-a szerb nemzetiségű volt. 2011-ben a településnek 1.080 lakosa volt.

## Lakossága
| Lakosság változása | Lakosság változása | Lakosság változása | Lakosság változása | Lakosság változása | Lakosság változása | Lakosság változása | Lakosság változása | Lakosság változása | Lakosság változása | Lakosság változása | Lakosság változása | Lakosság változása | Lakosság változása | Lakosság változása | Lakosság változása |
| ------------------ | ------------------ | ------------------ | ------------------ | ------------------ | ------------------ | ------------------ | ------------------ | ------------------ | ------------------ | ------------------ | ------------------ | ------------------ | ------------------ | ------------------ | ------------------ |
| 1857               | 1869               | 1880               | 1890               | 1900               | 1910               | 1921               | 1931               | 1948               | 1953               | 1961               | 1971               | 1981               | 1991               | 2001               | 2011               |
| 214                | 232                | 269                | 394                | 365                | 429                | 494                | 522                | 654                | 625                | 701                | 846                | 933                | 1.046              | 1.113              | 1.080              |

## Nevezetességei
A Legszentebb Istenanya Mennybevétele tiszteletére szentelt szerb pravoszláv temploma a 19. század második felében épült a korábbi templom helyén, melyet már az első katonai felmérés térképe is ábrázol. Egyhajós épület félköríves keletelt szentéllyel, a nyugati homlokzatból rizalitosan kiugró harangtoronnyal. A belső térben a hajó dongaboltozatos, míg a szentélyt félkupola fedi. A nyugati homlokzatnál emelkedik a fából épített kórus. A templomot temető övezi.